# Samantha Smith

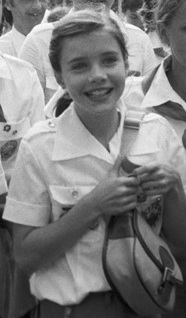
Samantha Smith

Samantha Reed Smith sinh ngày 29 tháng 6 năm 1972, mất ngày 25 tháng 8 năm 1985, là một nữ sinh ở Manchester, Maine, Mỹ. Ở Mỹ cô được gọi biết đến dưới tên "Đại sứ trẻ nhất của Mỹ" và ở Liên Xô dưới tên "Đại sứ thiện chí". Cô nổi tiếng trên toàn thế giới sau khi viết một lá thư cho Tổng bí thư Đảng cộng sản Liên Xô Yuri Andropov trong thời kì Chiến tranh Lạnh bày tỏ nỗi lo về một cuộc chiến tranh hạt nhân. Andropov đã viết thư trả lời và gửi một lời mời cá nhân đến thăm Liên Xô và Samantha chấp nhận. Chuyến thăm đã tập trung thu hút sự chú ý của các phương tiện thông tin đại chúng cả hai quốc gia. Sau chuyến thăm Liên Xô, Samantha đã tham dự một số hoạt động hòa bình ở Nhật Bản, viết một cuốn sách, tham dự một serie phim truyền hình. Cô chết trong một tai nạn máy bay cùng với bố của mình.

## Tiểu sử

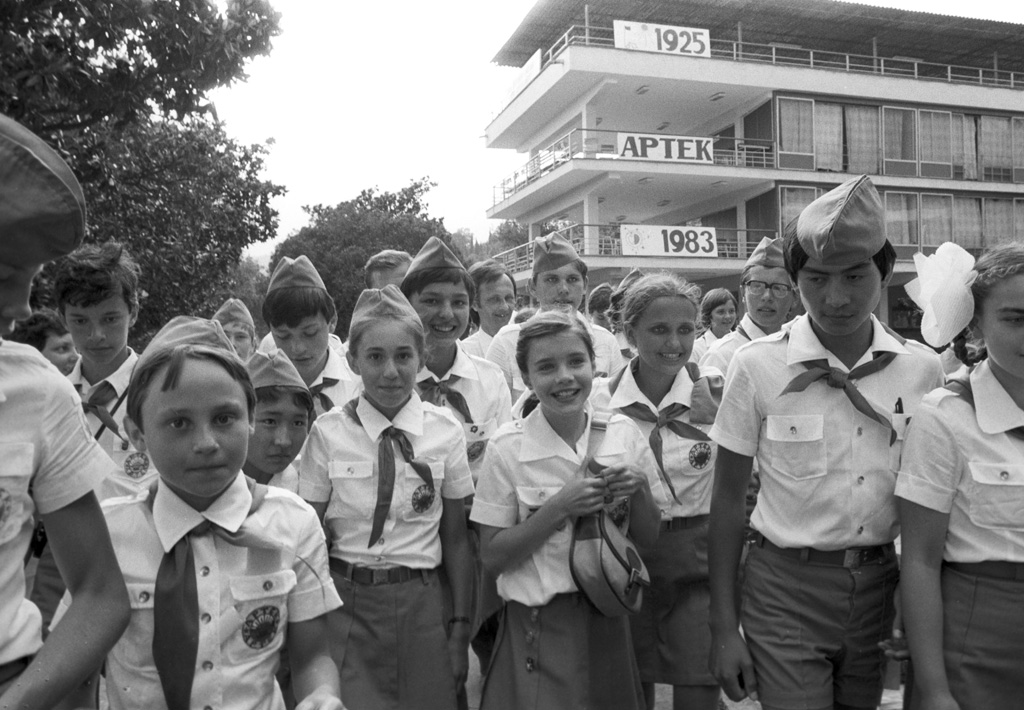
Samantha Smith tại trại Thiếu niên Tiền phong khi qua thăm Liên Xô, 1 tháng 7 năm 1983

Samantha Reed Smith sinh ra tại Houston, Maine, sống cùng với cha mẹ của mình Arthur và Jane. Cô thích chơi hockey trên cỏ, trượt patin, đọc sách và khoa học. Ở trường Samantha tham dự đội bóng mềm nữ. Lên 5 tuổi, Samantha đã viết một lá thư cho Nữ hoàng Elizabeth II để nói rằng cô thích bà. Năm 1980, khi gia đình chuyển tới Manchester, Samantha học hết lớp 2, tại đây cô tiếp tục tại trường tiểu học Manchester. Cha cô dạy văn học tại trường Đại học Maine ở Augusta.